# Križišće
Križišće  (olaszul: Crisisce) falu Horvátországban, Tengermellék-Hegyvidék megyében.

## Fekvése
Fiumétól 16 km-re, községközpontjától 4 km-re délkeletre az A6-os autópálya felől Hreljinen át a Krki-híd felé menő út, valamint a Crikvenica és Tribalj felé menő utak kereszteződésében fekszik.

## Története
Križišće a középkorban a Frangepánok vinodoli hercegségéhez tartozott, később a Zrínyiek birtoka volt. Plébániáját 1789-ben alapították, plébániatemplomát 1910-ben építették.
1857-ben 32, 1910-ben 119 lakosa volt. A trianoni békeszerződésig Modrus-Fiume vármegye Sušaki járásához tartozott. 2011-ben 87-en lakták.

## Lakosság
| Lakosság változása | Lakosság változása | Lakosság változása | Lakosság változása | Lakosság változása | Lakosság változása | Lakosság változása | Lakosság változása | Lakosság változása | Lakosság változása | Lakosság változása | Lakosság változása | Lakosság változása | Lakosság változása | Lakosság változása | Lakosság változása |
| ------------------ | ------------------ | ------------------ | ------------------ | ------------------ | ------------------ | ------------------ | ------------------ | ------------------ | ------------------ | ------------------ | ------------------ | ------------------ | ------------------ | ------------------ | ------------------ |
| 1857               | 1869               | 1880               | 1890               | 1900               | 1910               | 1921               | 1931               | 1948               | 1953               | 1961               | 1971               | 1981               | 1991               | 2001               | 2011               |
| 32                 | 38                 | 56                 | 79                 | 118                | 119                | 115                | 175                | 88                 | 89                 | 88                 | 98                 | 88                 | 86                 | 99                 | 87                 |

## Nevezetességei
Jézus Szentséges Szíve tiszteletére szentelt plébániatemploma 1910-ben épült.